# Napier Rapier
Il Napier Rapier era un motore aeronautico 16 cilindri ad H raffreddato ad aria, realizzato dalla britannica Napier Aero Engines negli anni trenta.

## Sviluppo
Progettato da Frank Halford, il Rapier è stato il primo motore realizzato dalla Napier con architettura ad H.  La scelta di Halford era dettata sia dalla compattezza che questa disposizione dava al motore, permettendo di inserire in uno spazio relativamente contenuto un grande numero di cilindri e quindi di realizzare un motore potente e dall'alto numero di giri raggiungibili, sia dal bilanciamento naturale del motore, data la diretta discendenza dagli equilibrati motori boxer. I pistoni infatti avevano un movimento tale che ogni pistone tendeva a bilanciare quello a lui  opposto rendendo così morbido il funzionamento del motore stesso. 
Purtroppo questo tipo di motore soffrirà di problemi tecnici congeniti legati al tipo di raffreddamento scelto. Durante il servizio infatti si scoprì che i pistoni posteriori non ricevevano abbastanza aria per il loro raffreddamento causando molti problemi di affidabilità restati comuni ai seguenti Dagger e, anche se meno evidenti, nel Sabre.

## Velivoli utilizzatori
Regno Unito
- Airspeed AS.5C Envoy (prototipo)
- Fairey Seafox
- Saro A.19/1 Cloud
- Short S.20